# Teoria da recepção
Teoria da Recepção é uma teoria de análise do fato artístico ou cultural que enfoca sua análise no receptor. Dentro dos estudos literários se origina no trabalho de Hans Robert Jauss nos anos 1960 e se desenvolve nas décadas seguintes na Alemanha e nos Estados Unidos (Fortier 132) se inserindo em vários campos de estudo.
Stuart Hall foi também um dos desenvolvedores destes estudos dirigindo-se aos estudos da comunicação humana. Um de seus postulados afirma que "um texto" não é aceitado passivamente pela platéia ou pelos leitores, mas que estes interpretam e fundamentam outros significados a partir da experiência individual e cultural. Assim o texto literário ou artístico é criado não pelo artista, mas na relação estabelecida entre o objeto e o receptor ou leitor.
Susan Bassnet é considerada a introdutora destes estudos no teatro, ampliando seus paradigmas, assim como o historiador John Dixon Hunt que desenvolve o estudo dos jardins e cunha o termo "paisagem" histórica. Em termos psicológicos se define como o estudo dos comportamentos humanos em uma Comunicação.

## Teoria da Recepção - Codificação e Decodificação
No artigo Codificação/Decodificação, Stuart Hall afirma que o processo comunicativo possui momentos interligados, mas independentes. Suas práticas englobam a produção (que aparece na forma de veículos simbólicos, signos, estabelecidos dentro das regras da linguagem), a circulação (dá-se na forma discursiva - o discurso produzido no processo de codificação de um conteúdo) e a reprodução/consumo (tradução do discurso, podendo ser compreendido ou não por parte dos receptores em conformidade com o pretendido pelos emissores). Com foco nos meios de comunicação de massa, principalmente na televisão, Hall defende que o processo comunicativo televisivo é feito a partir de um código produtor de uma mensagem que deve ser posteriormente decodificada, entendida, para se transformar em práticas sociais. 
O autor ainda estabelece algumas dualidades essenciais no processo discursivo: realidade x linguagem e denotação x conotação.
Realidade e Linguagem
A realidade existe fora da linguagem, mas é constantemente mediada pela linguagem ou através dela: o que nós podemos saber e dizer tem que ser produzido em um discurso e através dele. O conhecimento discursivo é produto não de uma representação transparente do real na linguagem, mas da articulação desta em condições e relações sociais, não existindo, assim, um discurso que possa ser entendido sem a operação de um código. Como a capacidade de operar códigos linguísticos é considerada elemento natural - inato - dos seres humanos, o resultado da relação do naturalismo e da realidade dos indivíduos - a aparente representação fiel de um conceito - é gerado pela articulação específica da linguagem sobre o real, de uma prática discursiva. 
Denotação e Conotação
A denotação compreende signos cujo sentido literal é associado à mensagem decodificada; a conotação diz respeito aos vários significados gerados pela associação com o signo. Porém, é no segundo que a atenção de Hall recai porque opera mais fortemente nos valores ideológicos, não havendo significados fixos para os signos, tornando-os passíveis de transformações e de variadas interpretações/significações. É assim que surge a "luta de classes da linguagem".
Aspectos sociais, culturais e políticos
Esses aspectos influenciam no processo de significação, direcionando e moldando os sentidos dominantes ou preferenciais de acordo com o que o receptor traz internalizado. Esses sentidos expressam-se nas “leituras preferenciais”.
Embora se fale de sentido dominante,  não quer dizer que seja único. O que ocorre é um processo que legitima uma determinada forma de decodificação dentro do significado do que está sendo transmitido. Dessa forma, não ocorre “erro” na compreensão da mensagem, mas um “desvio” entre o sentido pretendido pelo dominante e o decodificado pelo receptor. 
Apesar de serem independentes, a codificação estabelece alguns limites à decodificação. Mesmo que haja casos em que o sentido decodificado seja totalmente oposto ao codificado, a regra é que sempre haja uma correspondência. De todo modo, não existe a “comunicação perfeitamente transparente”. 
Para sistematizar melhor isso, Hall estabelece três hipóteses de decodificação: a posição hegemônica-dominante, a posição do código negociado e a posição do código de oposição.
- Posição hegemônica-dominante: a mensagem é entendida pelo telespectador/receptor do mesmo jeito que é pretendida na produção - “comunicação perfeitamente transparente”;
- Posição do código negociado: inserido numa versão negociada, o receptor reconhece a legitimidade dos conceitos gerais com suas significações, mas em um nível mais restrito, fazendo suas próprias regras;
- Posição do código de oposição: o receptor compreende o discurso tanto de forma conotativa quanto literal, mas, mesmo assim, interpreta a mensagem de maneira oposta/alternativa, com um referencial alternativo.

## Livros
- BARTHES, Roland. O Prazer do Texto. São Paulo, Perspectiva.
- BORDINI, Maria da Glória; AGUIAR, Vera Teixeira de. Literatura – a formação do leitor. Porto Alegre: Mercado Aberto,1988.
- DUFRENNE, Mikel. Estética e Filosofia. São Paulo: Perspectiva,2008.
- EAGLETON, Terry. Teoria da literatura: uma introdução. Trad. Waltensir Dutra. 3 ed. São Paulo: Martins Fontes, 1997.
- ECO, Umberto. A Obra Aberta. São Paulo: Perspectiva, 2010.
- ECO, Umberto. Lector in fabula: a cooperação interpretativa nos textos narrativos. São Paulo: Perspectiva, 2008.Tradução: Attílio Cancian.
- ECO, Umberto. Leitura do texto literário: Lector in fabula: a cooperação interpretativa nos textos narrativos. Coimbra: Presença, 1979.
- GUMBRECHT, Hans Ulrich. Literatura e o Leitor. São Paulo: Paz e Terra, 2000.
- GUMBRECHT, Hans Ulrich.  Corpo e forma: ensaios para uma crítica não-hermenêutica. João Cezar de Castro Rocha (org.). Rio de Janeiro: EdUERJ, 1998.
- INGARDEN, Roman. A obra de arte literária. Lisboa: Calouste Gulbenkian, 1965.
- ISER, Wolfgang. O ato de leitura: uma teoria do efeito estético. Tradução: Johannes Kretschmer. São Paulo: Ed. 34, 1996, v. 1.
- ISER, Wolfgang. O ato da leitura: uma teoria do efeito estético. Tradução: Johannes Kretschmer. São Paulo: Ed. 34, 1999, v. 2.
- JAUSS, Hans Robert. A história da literatura como provocação à teoria literária. Trad. de Sérgio Tellaroli. São Paulo: Ática, 1994.
- JAUSS, Hans Robert. O prazer estético e as Experiências Fundamentais da Poiesis, Aesthesis e Katharsis. In: LIMA, Luis (org.). A literatura e o leitor - textos de Estética da Recepção. Rio de Janeiro: Paz e Terra, 1979.
- LIMA, Luis (org.). A literatura e o leitor - textos de Estética da Recepção. Rio de Janeiro: Paz e Terra, 1979.
- ZILBERMAN, Regina. Estética da recepção e história da literatura. São Paulo: Ática, 2009.
- ZUMTHOR, Paul. Performance, recepção e leitura. São Paulo: educ, 2000.
- ZUMTHOR, Paul. Escritura e Nomadismo. São Paulo: Ateliê Editorial, 2004.

espanhol
- ISER, Wolfgang. Rutas de La Interpretación. México: Fondo de Cultura Economica, 2005.
- JAUSS, Hans Robert. Pequena Apologia de la Experiência Estética. Madrid: Paidos, 2002.
- JAUSS, Hans Robert. Experiência Estética Y Hermeneutica Literária. Madrid: Taurus, 1992.

francês
- DUFRENNE, Mikel. Phenomenologie de la Experience Esthetique. Paris, PUF, 2002.
- JAUSS, Hans Robert. Pour une Hermenêutique Litteraire. Paris: Gallimard, 1988.
- JAUSS, Hans Robert. Pour une Esthetique de la Reception. Paris: Gallimard, 1978.

inglês
- AMACHER, Richard, Victor Lange, eds. New Perspectives in German Literary Criticism. Princeton: Princeton UP, 1979.
- BENNET, Susan, eds. Theatre Audiences: A Theory of Production and Reception. New York: Routledge, 1990.
- EAGLETON, Terry. “Phenomenology, Hermeneutics, and Reception Theory,” in Literary Theory. University of Minnesota Press, 1996.  p. 47 – 78.
- FORTIER, Mark. Theory / Theatre: An Introduction. 2nd ed. New York: Routledge, 2002.
- HOLENDAHL, Peter Uwe. "Introduction to Reception Aesthetics." New German Critique 10 (1977): 29-63.
- HOLUB, Robert C. Crossing Borders: Reception Theory, Poststructuralism, Deconstruction. Madison: U of Wisconsin P, 1992.
- HOLUB, Robert C. Reception Theory: A Critical Introduction. London: Methuen, 1984.
- HUNT, John Dixon. The Afterlife of Gardens.  Philadelphia: University of Pennsylvania Press, 2004.
- ISER, Wolfgang. The Act of Reading: A Theory of Aesthetic Response. Baltimore: Johns Hopkins UP, 1978.
- JAUSS, Hans Robert. Aesthetic Experience and Literary Hermeneutics. Trans. Michael Shaw. Minneapolis: U of Minnesota P, 1982.
- JAUSS, Hans Robert. Toward an Aesthetic of Reception. Trans. Timothy Bahti. Minneapolis: U of Minnesota P, 1982.